# Tema (Ghana)
Tema és una ciutat de Ghana, al golf de Guinea i la costa atlàntica de Ghana. Es troba a 25 quilòmetres a l'est de la ciutat capital, Accra, a la regió de Greater Accra, i és la capital del Districte Metropolità de Tema. A partir de 2013, Tema és l'onzè assentament més poblat de Ghana, amb una població d'aproximadament 161.612 persones tot i que suposa un marcat descens de la xifra de 2005 de 209.000. El Meridià de Greenwich (00 Longitud) passa directament a través de la ciutat. Tema localment s'anomena la "ciutat del port", per la seva condició de port més gran de Ghana.
Tema és una ciutat construïda sobre el lloc d'un petit poble de pescadors. Tema va ser encarregat pel primer president de Ghana, Kwame Nkrumah, i va créixer ràpidament després de la construcció d'un gran port el 1961. Ara és un important centre de comerç, la llar d'una refineria de petroli i nombroses fàbriques, i està vinculada a Accra per una autopista i ferrocarril. Tema és un dels dos ports marítims profunds de Ghana, l'altre és Sekondi-Takoradi. Tema es va convertir en un Consell Autònom el 1974 i va ser elevat a la categoria d'Assemblea Metropolitana el desembre de 1990. L'Assemblea Metropolitana de Tema forma part de les setze Metropolis, Municipis i Districtes de la regió de Gran Accra. La Metròpoli comparteix límits amb el municipi d'Ashaiman, el d'Adentan i el de Iedzokuku Krowor a l'oest, amb el districte de Kpone Katamanso a l'est, i al districte de West Dangme al nord, tenint al sud el golf de Guinea.